# Dionisio de Herrera
José Dionisio de la Trinidad de Herrera y Díaz del Valle (9 de octubre de 1781, Choluteca, Honduras-13 de junio de 1850), actualmente conocido simplemente como Dionisio de Herrera, fue un abogado y político hondureño, representante del liberalismo y uno de los centroamericanos más ilustrados de sus tiempos.
José Dionisio de Herrera fue el autor de la primera Constitución de Honduras (1825). Elegido primer jefe supremo del Estado de Honduras en 1824 y destituido en 1827 por los conservadores de Guatemala tras una insurrección clerical dirigida por el canónico Irías. Su gobierno siguió una línea progresista, a través de la cual organizó el estado hondureño. Además, trató de fomentar la agricultura, la industria y la inmigración, entre otras cosas. Por estas razones, en Honduras se le considera el Padre de la Patria, y es uno de sus seis 'próceres', motivo por el cual aparece en el billete de 20 lempiras.
Enviado como pacificador a Nicaragua por el Gobierno Federal, fue elegido Jefe Supremo del Estado, cargo que ejerció de 1830 a 1833.
En 1834 fue elegido jefe Supremo del Estado de El Salvador, pero no aceptó su nombramiento. Se retiró de la política en 1838. Poseía notables dotes intelectuales, se distinguió por la firmeza de su carácter y se le reconoció además como un hombre de circunspección y tino. Llegó a ser el único político en la historia de Centroamérica elegido popularmente jefe de tres de sus Estados.

## Biografía

### Formación
Dionisio Herrera estudió en la Universidad de San Carlos de Guatemala, donde por aquel tiempo, y gracias a los esfuerzos de los señores Villaurrutia, Ramírez, Goicoechea y Cañas, se había extendido y mejorado el plan de enseñanza. Se habían abierto escuelas de dibujo, asimismo se habían adoptado cursos de filosofía y otras notables reformas. Gracias al estudio que hizo de la historia y de los filósofos y escritores franceses más profundos (Rousseau, Montesquieu, Diderot, d'Alembert), según Rómulo Ernesto Durón, «era ya un literato y un hombre de estado, de pensamiento y acción» cuando se declaró la independencia del Centro de América.
Al terminar sus estudios, se graduó de abogado con la tesis La Ley. Luego regresó a Honduras, donde estableció su biblioteca personal (una de las más completas de la época), compuesta principalmente por obras en francés, idioma que dominaba como su lengua materna y gracias a la cual propagó las ideas liberales. Ésta fue posteriormente incendiada por sus opositores políticos, al considerar que estaba compuesta por "libros herejes".

#### Papel en la Independencia de Centroamérica

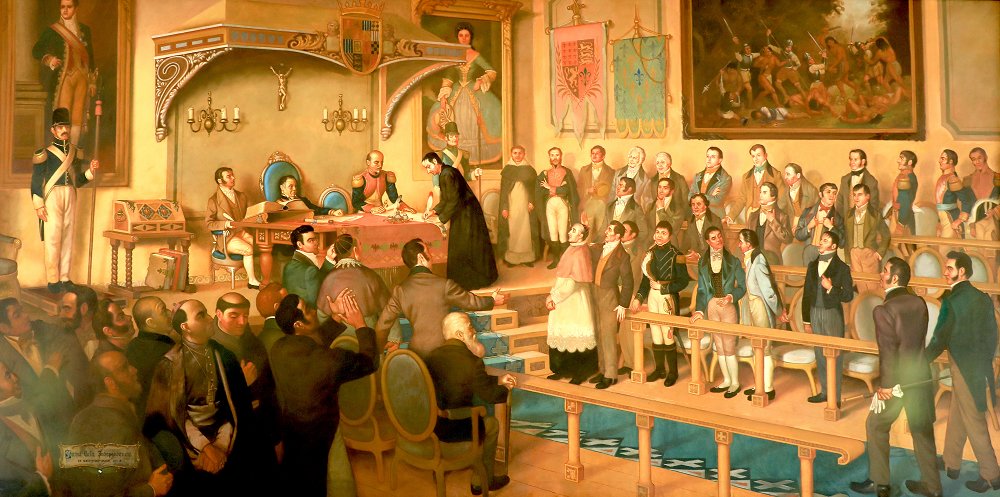
José Matías Delgado al momento de firmar el acta de independencia centroamericana el 15 de septiembre de 1821. Representación del pintor chileno Luis Vergara Ahumada

Después de haber obtenido el título de abogado en la Universidad de Guatemala, Herrera se estableció en la entonces Villa de San Miguel Arcángel de Tegucigalpa (desde 1818). El 7 de agosto de 1820 ocupó su primer cargo público al ser nombrado secretario del Ayuntamiento en la administración del último alcalde español, Narciso Mallol. Sin embargo, Herrera era independentista y fue organizador de tertulias donde se comentaban los sucesos de España y México, y las luchas de Bolívar y San Martín.
En julio de 1821, los licenciados Juan Esteban Milla y Dionisio de Herrera fueron elegidos diputado y diputado suplente respectivamente, en las Cortes para la aceptación de la Constitución de Cádiz.
El 15 de septiembre de 1821 se proclamó la independencia de los pueblos del Centro de América en la Ciudad de Guatemala. Al llegar la noticia a Honduras, Herrera redactó el Acta de Independencia de las entonces todavía separadas provincias de Comayagua y Tegucigalpa, anunciado el 28 de septiembre en ambas provincias.
Sin embargo, dentro de poco se produjo una confrontación entre la tradicionalmente conservadora Comayagua y la liberal Tegucigalpa, sobre el asunto de unión al nuevo Imperio Mexicano. Mientras que los conservadores la aprobaban, los liberales guardaban lealtad a Guatemala y abogaban por una independiente República Federal Centroamericana, a modelo de los Estados Unidos. A pesar de la resistencia de Herrera y sus compañeros de partido, finalmente se dio la unión a México. Sin embargo, esta se terminó dentro de un año, con la caída del emperador Agustín I.

### Primer jefe supremo de Honduras

#### Reformas
Después de que Centroamérica se independizó de México, Herrera fue nombrado gobernador de la provincia de Tegucigalpa, el 23 de marzo de 1823. En esta calidad hizo efectiva la fusión de las provincias de Comayagua y Tegucigalpa al estado federal de Honduras. Con este objetivo fue convocada, el 29 de agosto de 1824, una Asamblea Constituyente que se reunió en la localidad de Cedros cuyo primer presidente fue el doctor Pedro Nolasco Arriaga y el secretario fue el licenciado Miguel Rafael Valladares. Mediante el acuerdo de fecha 16 de septiembre de 1824 esta Asamblea efectuó la unión de ambas provincias (Comayagua y Tegucigalpa) y se eligió al licenciado Dionisio de Herrera como primer jefe del Estado de Honduras y como vicejefe fue elegido el teniente general José Justo Milla, de orientación conservadora. Su periodo comenzó el 16 de septiembre de 1824 y concluyó el 10 de mayo de 1827.
Primera Constitución de Honduras
Herrera, junto con su sobrino, el general Morazán, al que nombró Secretario General, redactaron la primera constitución del Estado, promulgada el 11 de diciembre de 1825 y efectiva hasta la separación de Honduras de la República Federal de Centroamérica.
Siendo escrita por Herrera, la Constitución llegó a tener un carácter eminentemente liberal. Al igual que la Constitución de los Estados Unidos, fijaba los derechos fundamentales y limitaba los privilegios de la Iglesia católica. Es notable la abolición de la esclavitud, décadas antes que lo hicieran Rusia en 1861 y los Estados Unidos en 1863. Entre otros, estableció los derechos que gozarían prisioneros y acusados en espera de sentencia, el respeto a la privacidad de los ciudadanos, determinando que solo podían decomisarse como prueba los papeles personales en caso de traición a la patria y que su publicación era imprescindible para constatar la verdad.
Primera división territorial de Honduras
Durante su gobierno se decretó la primera división territorial de Honduras al crearse los primeros siete departamentos: Choluteca, Comayagua, Gracias (hoy Lempira), Santa Bárbara, Olancho, Tegucigalpa (hoy Francisco Morazán), y Yoro.
Escudo de armas del Estado de Honduras

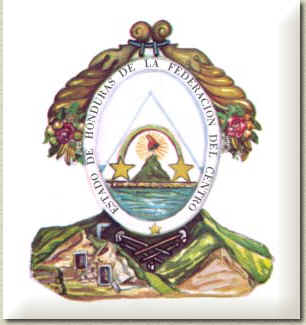
Escudo de armas de Honduras dentro de la República Federal de Centroamérica (interpretación)

El 3 de octubre de 1825 se emitió el Decreto N.º 16, con el cual se crearía el escudo de armas del Estado de Honduras dentro del artículo 142. Después de que Honduras se separó de la República Federal de Centroamérica, se proclamó como un Estado libre e independiente.
Otras disposiciones
Algunas de las otras disposiciones emitidas durante la jefatura de Herrera fueron las siguientes:
- Creación de un fondo de la rehabilitación para trabajos mineros.
- Creación de la Secretaría de Hacienda.
- Reglamentación de la visita de Cáceres.
- Declaratoria del Estado de Honduras libre y soberano en su régimen interno.
- Se aprobó la ley sobre el monopolio del tabaco como renta del Estado, parte de la cual era afectada por el pago de la cuota correspondiente a Honduras en el Presupuesto Federal.
- Se organizaron las Tertulias Patrióticas, a fin de explicar a la ciudadanía el contenido de la Constitución.
- Se oficializó la celebración de fiestas patrias el 15 de septiembre de 1825.[7]

#### Conflicto con la Iglesia y atentado
La política liberal de su gobierno hizo con que don Dionisio Herrera muy pronto tuviera que enfrentar un drástico conflicto con el clero, ante todo, con el vicario y provisor (obispo interino) de Comayagua, José Nicolás Irías Midence, con pretensiones al Obispado de Honduras. Se hizo enemigo personal de Herrera y por medio de los clericales hacía creer al pueblo que el este era francmasón, hereje y enemigo de la Iglesia.
El conflicto culminó el 1 de noviembre de 1826 con un atentado contra la vida de Herrera en su propia casa, cuando balazos desde la calle pusieron en peligro su vida y la de sus familiares. Al fracasar el atentado, Irías fue puesto bajo arresto domiciliario por orden de Herrera. Sin embargo, logró escapar, sublevando a la población en varias partes rurales y haciendo con que sus partidarios apoyaran el movimiento clerical en Tegucigalpa, donde ocurrió un intento fallido por apoderarse del cuartel en enero de 1827, Gracias, Los Llanos (hoy Santa Rosa de Copán), Santa Bárbara y Olancho. El Gobierno tuvo que enfrentar una verdadera guerra, mandando tropas para poder combatir la rebelión clerical.
En Tegucigalpa, una multitud de fanáticos, instigada por los clericales quienes llamaban a destruir "libros herejes", quemó la rica biblioteca de Herrera, compuesta por obras de enciclopedistas franceses. En diciembre de 1826, Irías excomulgó a Herrera.

#### Golpe de Estado

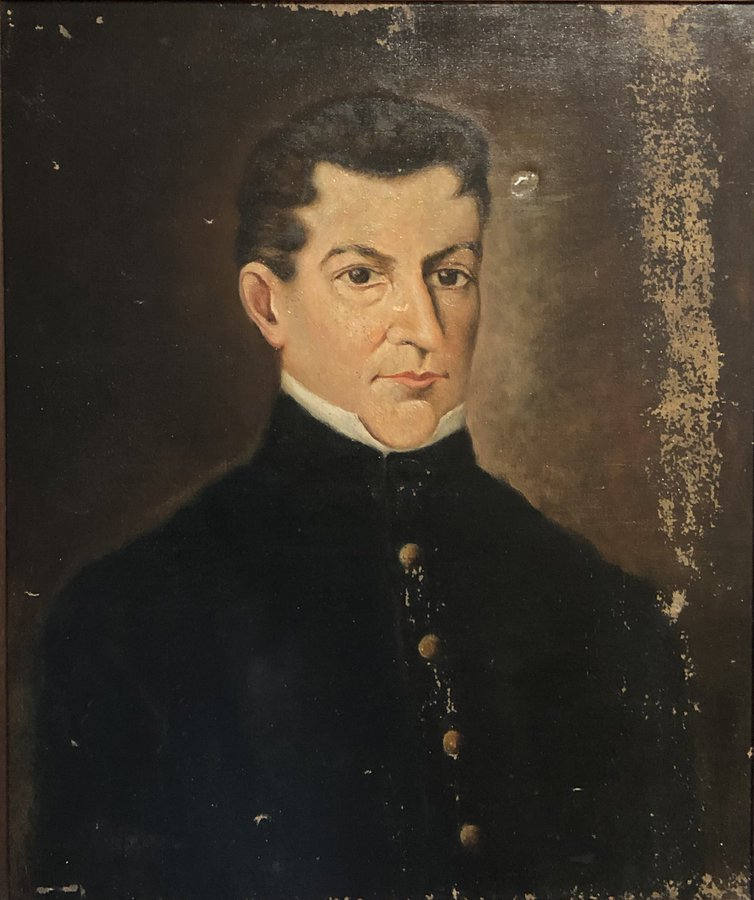
Manuel José Arce, entonces presidente de la República Federal de Centroamérica, invadió El Salvador con la intención de destruir el origen de las contiendas entre los liberales y conservadores. propiciando así la guerra civil.

El presidente de la República Federal de Centroamérica, Manuel José Arce, entró en conflicto con Dionisio de Herrera. Arce había disuelto en octubre de 1826 el Congreso y el Senado intentando establecer un sistema centralista o unitario, aliándose con los conservadores, por lo que se quedó sin el apoyo de su partido, el liberal. Como resultado, se produjo un conflicto entre el Gobierno Federal y los Estados, pronunciándose en contra Dionisio Herrera y Mariano Prado, jefe de Estado de El Salvador.
Consecuentemente, Arce mandó a Honduras tropas comandadas por el teniente general José Justo Milla Pineda, exvicejefe de Herrera, para apoyar el movimiento de Irías. El 4 de abril de 1827 comenzó un asedio a Comayagua. El 10 de mayo, después de 36 días de sitio, la plaza fue rendida gracias a la traición del jefe militar Fernández. El gobierno de Dionisio de Herrera debería haber concluido el 16 de septiembre de 1827 según la constitución de Honduras de 1825. 
Dionisio de Herrera fue hecho prisionero y enviado a Guatemala, donde permaneció en prisión por dos años, hasta que el general Francisco Morazán lo liberó en 1829, luego de la Batalla De Las Charcas y la invasión a Guatemala.

### Diputado presidente del Consejo Directivo
Desempeñando el cargo de diputado presidente del Consejo Directivo en 1830, ratificó la Capitulación de las Vueltas del Ocote, negociadas por el general Francisco Morazán en Olancho el 21 de enero del mismo año.

### Jefe supremo de Nicaragua
En 1830 el Gobierno Federal del presidente Morazán envió a Herrera como pacificador al Estado de Nicaragua, dominado por la anarquía y la guerra civil. Logró pacificar Nicaragua y concluir la guerra, y el 1 de noviembre de 1829 la Asamblea Legislativa, reunida en la ciudad de Rivas, lo eligió como nuevo jefe supremo del Estado de Nicaragua, cargo que asumió el 10 de mayo de 1830. Dentro de su administración hizo practicar elecciones para el Congreso, que luego lo designó como jefe de Estado para cuatro años.
A pesar de que Nicaragua estaba pacificada, los círculos del Partido Conservador seguían obstaculizando la obra del gobierno liberal e instigaban la población en contra de Herrera. En 1833 algunas municipalidades del país se opusieron al Gobierno Federal, exigiendo la renuncia de Herrera. Presionado por la Asamblea Legislativa, Herrera presentó su dimisión el 1 de marzo de 1833; sin embargo, era tal su popularidad, que de inmediato hubo fuertes agitaciones públicas por todas partes, y el Cuerpo Legislativo, temeroso, se vio obligado a llamarlo de regreso a su cargo el 4 de marzo.
Con su regreso, los conservadores no tardaron en iniciar una sublevación en varias poblaciones donde ejercían influencia, entre éstas, Managua, Masaya, Matagalpa, Metapa, Chocoyos y Nandaime. Sin embargo, con las victorias en la vuelta de Delgado y en Masaya, el Gobierno logró fortalecer sus posiciones y con la toma de la plaza de Managua estaba asegurado el triunfo completo. Al ser encontrados en Managua bustos y miniaturas de Fernando VII, demostrando que la rebelión era en beneficio de la monarquía española, Herrera dio una proclama en Managua el 19 de julio de 1833, presentando las verdaderas intenciones de los caudillos revolucionarios, diciendo que estos bustos y medallas iban a ser remitidos a los demás Estados federales para que Centroamérica «comprendiera el origen de la guerra, sus autores y el fin al que éstos se dirigían».
Al establecer la paz, Herrera proclamó la amnistía general, ganándose la disposición y el respeto de la población (17 de julio). Antes que terminara el período de su gobierno, la Asamblea emitió un decreto aprobando su conducta y declarando legal su autoridad. Herrera abandonó el cargo de Jefe del Estado de Nicaragua a finales de diciembre de 1833 y sin explicar las razones, siendo sustituido por el consejero Benito Morales para terminar su período constitucional.

### Jefe supremo electo de El Salvador

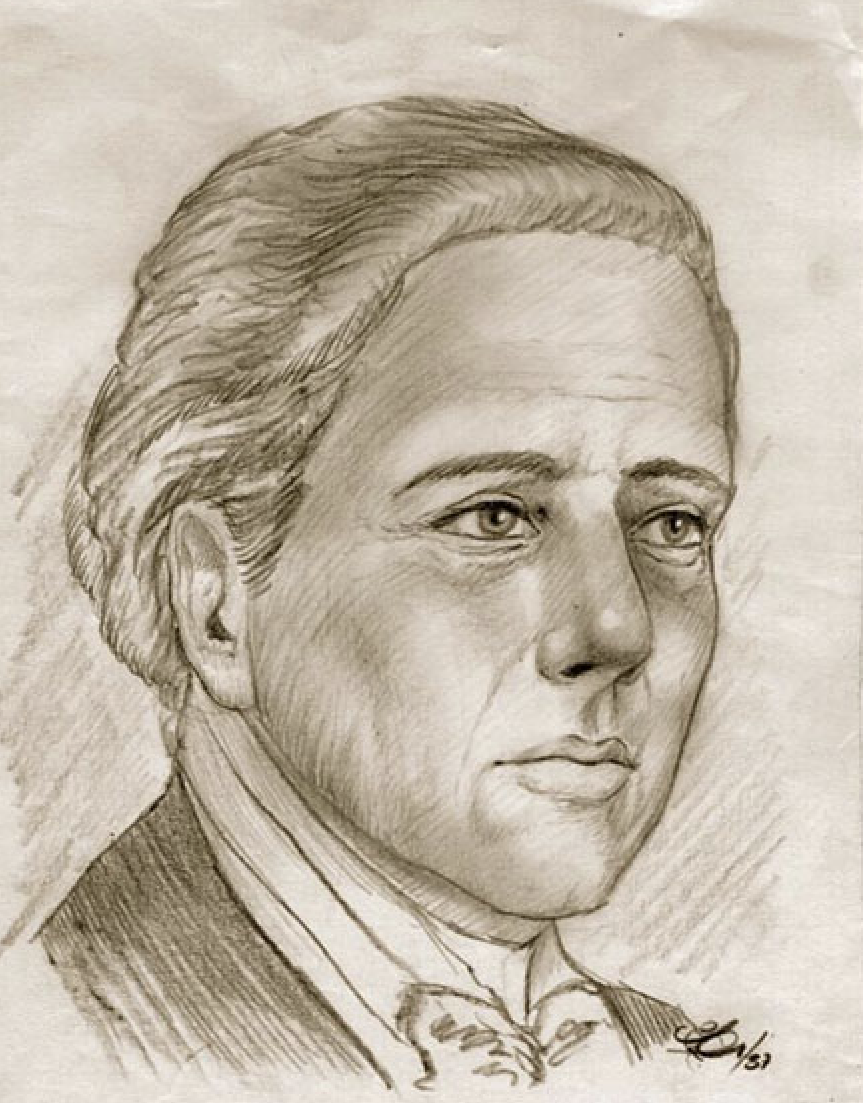
Fue jefe supremo electo de El Salvador. Sus restos están en la ciudad capital de ese país

El 14 de octubre de 1834 fue elegidojefe de Estado de El Salvador, pero no aceptó el cargo, creyendo que su elección no era legal según el orden de la sucesión. Su renuncia no fue admitida sino hasta el 2 de marzo de 1835, gracias a su insistencia. Durante ese período estaba ejerciendo el Poder Ejecutivo el vicejefe José María Silva, electo junto con Herrera.

### Diputado y vicepresidente de la Asamblea Constituyente de 1838
En 1838 fue elegido diputado por el distrito de Nacaome y vicepresidente de la Asamblea Constituyente. El 12 de noviembre de 1838 la Asamblea se pronunció a favor de la separación de Honduras de la República Federal de Centroamérica, en contra de la voluntad de Herrera. Con la proclamación de la segunda constitución de Honduras (11 de enero de 1839), Herrera se retiró de la política.

### Últimos días
En diciembre de 1849 se trasladó junto con su familia a El Salvador, donde trabajó como maestro de la escuela primaria en la ciudad de San Salvador. El día 30 de mayo de 1850 dictó su testamento y el 13 de junio del mismo año falleció en San Salvador. Desde 1897 sus restos descansan en la Iglesia El Rosario localizada en el centro histórico de San Salvador.

## Familia
Dionisio Herrera fue hijo primogénito de don Juan Jacinto Herrera, quien fue alcalde provincial de la Villa de Choluteca desde 1793. Su madre fue Paula Díaz del Valle Izaguirre, hermana de la madre del prócer de la independencia centroamericana, José Cecilio del Valle.
Su esposa fue Micaela Josefa Quezada Borjas, con quien llegó a procrear 10  hijos. Doña Micaela era hermana de la madre del general Francisco Morazán, de quien Herrera fue tutor.
Su hermano Justo José Vicente Herrera Díaz del Valle ejerció el cargo de jefe supremo del Estado de Honduras de 1837 a 1838 y otro hermano, Próspero José Herrera Díaz del Valle, era diputado y ministro plenipotenciario ante Francia e Inglaterra.

## Contacto con la masonería
En 1826 el doctor Miguel Echarri, quien fue expulsado de Colombia y se estableció en Honduras por motivos de política interna, aprovechó para iniciar en los augustos ministerios de la masonería a Dionisio de Herrera, quien fungía como jefe supremo de Honduras y a un joven Francisco Morazán, entre otros ciudadanos hondureños. Echarri ostentaba el grado 33 y era ex Gran Maestre del Gran Oriente Neogranadino, del Gran Oriente de Colombia.

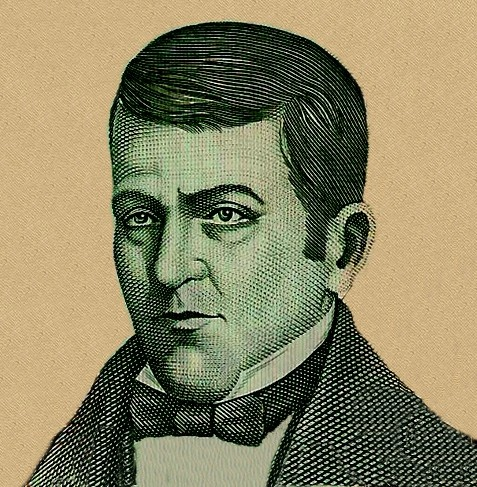
Dionisio de Herrera, tal como aparece en el billete de 20 lempiras

## Homenaje y patrimonio
Dionisio Herrera es honrado altamente hasta hoy, sobre todo en Honduras, donde se le considera el Padre de la Patria, por haber ejercido la primera jefatura de Estado de ese país, y es uno de los 6 próceres hondureños. 

«Herrera fue el organizador del Estado hondureño. Fue el estadista que recibió en sus manos a un pueblo sin formación política y sin leyes... Herrera es el que con más legítimo derecho puede ostentar el calificativo de Padre de la Patria».
Julián López Pineda, periodista y diplomático hondureño.

Entre otras cosas, una de las máximas condecoraciones estatales del país es la Orden Dionisio de Herrera, y su imagen aparece en el billete de 20 lempiras. Además, llevan su nombre múltiples calles, lugares y escuelas. El Parque Herrera en Tegucigalpa posee un busto de mármol del exmandatario, y su casa natal en Choluteca forma parte del patrimonio cultural nacional.